# Prosoplus granulosus
Prosoplus granulosus là một loài bọ cánh cứng trong họ Cerambycidae.